# Irina Radunska
Irina Lwowna Radunska (ros. Ирина Львовна Радунская; ur. w 1926) – radziecka pisarka.

## Życiorys
Od 1960 była członkiem Komunistycznej Partii Związku Radzieckiego. W 1950 ukończyłа Moskiewski Instytut Lotnictwa. Mieszkała i pracowała w Moskwie. Swoje prace wydawała drukiem od 1955, książki popularno-naukowe o fizykach i fizyce, o badaniach naukowych. 

## Wybrane prace
- „Czełowiek i maszyna” (ros. „Человек и машина”, 1965);
- „Biezumnyje idiei” (ros. „Безумные идеи”, 1965);
- „Aksel Berg – czełowiek XX wieka” (ros. „Аксель Берг – человек ХХ века”, 1971);
- „Mir naiznanku” (ros. „Мир наизнанку”, 1979);

i inne .